# Middle of the Road

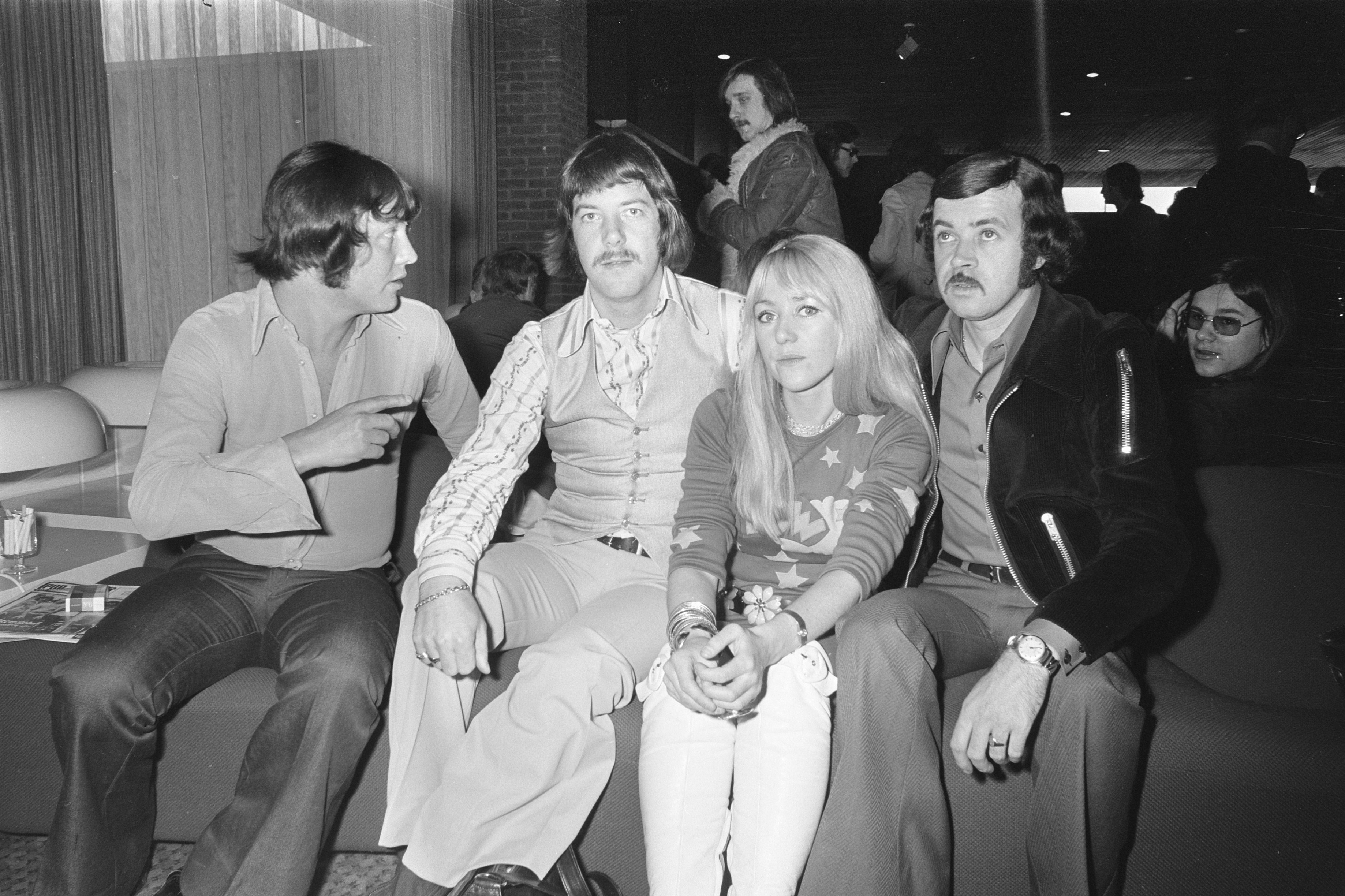
Middle of the Road, 1972.

Middle of the Road byla skotská popová hudební skupina, která měla počátkem 70. let 20. století velký komerční úspěch po celé Evropě a Latinské Americe. Z každého ze čtyř z jejich vydaných singlů se prodalo po milionu kopií a staly se zlatými.Šlo o skladby: "Chirpy Chirpy Cheep Cheep" (více než 10 milionů), "Sacramento", "Tweedle Dee, Tweedle Dum" a "Soley Soley". Začátkem roku 1972 měla kapela prodáno více než pět milionů nosičů.
Původní sestava této kapely byla zpěvačka Sally Carr, bubeník Ken Andrew, kytarista Ian McCredie a jeho bratr baskytarista Eric McCredie. Účinkovali spolu nejprve jako Part Four, později hráli latinskoamerickou hudbu ve skupině, kterou nazvali Los Caracas. Pod tímto názvem vyhráli televizní talentovou show s názvem Opportunity Knocks. Po vítězství v soutěži se jim většího úspěchu ve Spojeném království nedostalo a tak se v roce 1970 přestěhovali do Itálie, kde spolupracovali s hudebním producentem Giacomem Tostim. Tosti pomohl skupině ke vzniku jejich charakteristického stylu a prosazení se na mezinárodní hudební scéně. Od roku 1970 kapela začala vystupovat pod názvem "Middle of The Road".
Nejúspěšnějším hitem Middle of The Road je snad nahrávka "Chirpy Chirpy Cheep Cheep". V oficiálních hudebních žebříčcích Spojeného království se tato píseň dostala v červnu roku 1971 na první příčku a udržela se tam čtyři týdny. V průběhu let 1971 až 1972 měli Middle of the Road pět hitových singlů. Významného úspěchu dosáhli v Německu, kde se v letech 1971 až 1974 do Top 40 dostalo jedenáct jejich písní. Německý hudebník Frank Valdor také nahrál řadu instrumentálních coververzí skladeb této skupiny a také díky nim se staly písně jako "Sacramento" a "Chirpy Chirpy Cheep Cheep" oblíbenými večírkovými hity, které později prorazily i ve skandinávských rádiích.
V glamrockové éře se začátkem roku 1974 s kapelou spojil i bývalý kytarista Bay City Rollers, Neil Henderson. Byl spoluautorem, ale i autorem některých jejich songů jako jsou například singly "Rockin' Soul" a "Everybody Loves A Winner" či další nahrávky z jejich alb You Pays Yer Money And You Takes Yer Chance a Postcard, které přes německé hudební vydavatelství Ariola vydali Middle of The Road v roce 1974.

## Diskografie
- 1971 – Chirpy Chirpy Cheep Cheep
- 1971 – Acceleration
- 1972 – The Best of Middle of the Road
- 1973 – Drive On
- 1973 – Music Music
- 1974 – You Pays Yer Money And You Takes Yer Chance
- 1974 – Postcard